# Hexapodibius bindae
Hexapodibius bindae är en djurart som tillhör fylumet trögkrypare, och som beskrevs av Giovanni Pilato 1983. Hexapodibius bindae ingår i släktet Hexapodibius och familjen Calohypsibiidae. Inga underarter finns listade i Catalogue of Life.